# The Hopeless Dawn
The Hopeless Dawn è un cortometraggio muto del 1913 scritto e diretto da Colin Campbell.

## Trama
Due pescatori, entrambi innamorati della stessa ragazza, una civetta senza cuore, lottano per lei fino alla morte.

## Produzione
Il film fu prodotto dalla Selig Polyscope Company.

## Distribuzione
Distribuito dalla General Film Company, il film - un cortometraggio di una bobina - uscì nelle sale cinematografiche statunitensi il 29 novembre 1913. Il 19 marzo 1914 venne distribuito anche nel Regno Unito.